# Чирешу (Мехедінць)
Чирешу (рум. Cireșu) — село у повіті Мехедінць в Румунії. Входить до складу комуни Чирешу.
Село розташоване на відстані 284 км на захід від Бухареста, 23 км на північний захід від Дробета-Турну-Северина, 146 км на південний схід від Тімішоари, 115 км на північний захід від Крайови.

## Населення
За даними перепису населення 2002 року у селі проживали 283 особи, з них 282 особи (99,6%) румунів. Рідною мовою 282 особи (99,6%) назвали румунську.